# Zentralmobil
Zentralmobil F. Nolding war ein deutscher Hersteller von Automobilen.

## Unternehmensgeschichte
Das Unternehmen aus Berlin begann 1907 mit der Produktion von Automobilen. Der Markenname lautete Zentralmobil. 1908 endete die Produktion.

## Fahrzeuge
Das Unternehmen stellte zwei verschiedene Modelle her. Im kleineren Modell sorgte ein Einzylindermotor für den Antrieb. Im größeren Modell war ein Zweizylindermotor montiert.